# Башкирська мова
Башки́рська мо́ва (башҡорт телеⓘ) — мова башкирів, одна з мов тюркської групи, найближча до татарської.
Літературна башкирська мова сформувалась у пожовтневий період на базі двох провідних діалектів — куваканського (південно-східного) і юрматинського (північно-західного). В основі алфавіту башкирської мови — російська графіка (1940).

## Поширеність мови
Башкирська мова поширена у Башкортостані, Челябінській, Оренбурзькій, Тюменській, Свердовській, Курганській, Самарській, Саратівській областях, Приморському краї, в окремих населених пунктах Республіки Татарстан і Удмуртської Республіки.
У світі нараховується 1,2 млн мовців. За даними Всеросійського перепису населення 2010 року башкирською мовою у Російській Федерації володіють 1 152 404 осіб, з них: 977 484 башкир, 131 950 татар, 20 258 росіян, 6 276 чувашів, 3 211 марі, 1 953 казахів, 1 630 удмуртів, 1 279 узбеків та 8 363 особи інших національностей.
З кожним роком сфера застосування башкирської мови скорочується, як і скорочується чисельність мовців. Так у 2018—2019 навчальному році в РБ вивчаються 11 рідних мов. Це башкирська, білоруська, латиська, марійська, мордовська, німецька, російська, татарська, удмуртська, українська і чуваська мови.
Російську мову як рідну обрали 63,05 % учнів, башкирську — 15,6 %, татарську — 9,45 %, марійську — 1,11 %, чуваську — 0,74 %. При цьому башкирську і російську (як рідну) вивчатимуть у всіх загальноосвітніх закладах РБ. Татарська як рідна викладатиметься в 12 муніципальних районах і 3-х міських округах. Уроки чуваської заплановані в 5 муніципальних районах, а уроки марійської — в одному районі.

## Абетка і діалекти

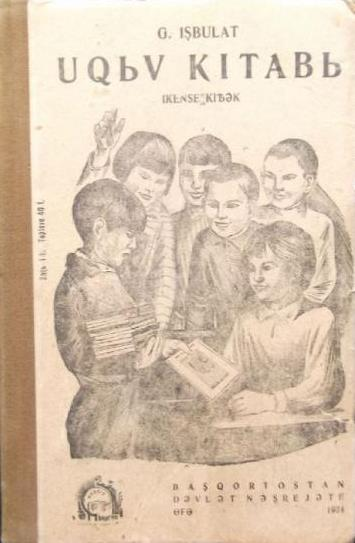
Дитяча книга, написана башкирською латинкою. Башкортостан, 1934 р.

Башкири спочатку були угорським плем'ям, після вони прийняли булгарську мову. Після монгольської навали половецька мова стала загально уживаною завдяки тому, що ця мова була розмовною для більшості племен Золотої Орди.
Сучасна башкирська мова, як і сучасна татарська мова, бере свій початок з кипчацької групи мов. Сьогодні мова має багато діалектів, які дуже схожі на татарську. У минулому башкири використовували татарську як письмову мову. У 15-му сторіччі башкири перейшли з чагатайської (проте, згідно з деякими дослідниками, перейшли з давньотатарського варіанту чагатайської мови) на сучасну татарську, яка була у використанні до 1923. Як татарська, так і чагатайська використовували арабську абетку. У 1923 була створена башкирська письмова система на базі арабської абетки.

У 1930 абетка була замінена на латинську основу. І, нарешті, у 1938 — на кирилицю, яка використовується і сьогодні з додаванням деяких букв: Ә ә [æ], Ө ө [œ], [[Ү|Ү ү [y]]], [[Ғ|Ғ ғ [ɣ]]], [[Ҡ|Ҡ ҡ [q]]], [[Ң|Ң ң [ŋ]]], [[Ҙ|Ҙ ҙ [ð]]], [[Ҫ|Ҫ ҫ [θ]]], [[Һ|Һ һ [h]]].
| Аа (а)       | [a] | Бб (бэ)                | [b]       | Вв (вэ)              | [v]  |
| Гг (гэ)      | [g] | Ғғ (ғы)                | [ɣ]       | Дд (дэ)              | [d]  |
| Ҙҙ (ҙэ)      | [ð] | Ее (йе)                | [e], [je] | Ёё (йо)              | [jo] |
| Жж (жэ)      | [ʒ] | Зз (зэ)                | [z]       | Ии (и)               | [i]  |
| Йй (ҡыҫҡа и) | [j] | Кк (ка)                | [k]       | Ҡҡ (ҡы)              | [q]  |
| Лл (эль)     | [l] | Мм (эм)                | [m]       | Нн (эн)              | [n]  |
| Ңң (эң)      | [ŋ] | Оо (о)                 | [o]       | Өө (ө)               | [ø]  |
| Пп (пэ)      | [p] | Рр (эр)                | [r]       | Сс (эс)              | [s]  |
| Ҫҫ (ҫэ)      | [θ] | Тт (тэ)                | [t]       | Уу (у)               | [u]  |
| Үү (ү)       | [y] | Фф (эф)                | [f]       | Хх (ха)              | [x]  |
| Һһ (һа)      | [h] | Цц (цэ)                | [ʦ]       | Чч (чэ)              | [ʧ]  |
| Шш (ша)      | [ʃ] | Щщ (ща)                | [ɕ]       | Ъъ (ҡатылыҡ билдәһе) | [ʔ]  |
| Ыы (ы)       | [ɯ] | Ьь (йомшаҡлыҡ билдәһе) | [ʲ]       | Ээ (э)               | [e]  |
| Әә (ә)       | [æ] | Юю (йу)                | [ju]      | Яя (йа)              | [ja] |

## Приклад
«Заповіт» Т.Шевченка башкирською мовою (переклав Хай Мухамедьяров)
| ВАСЫЯТ Мин үлгәс, мине күмегеҙ Тау башына: эсенә Киң яландың, һәм һөйөклө Украина еренә. Унан киң баҫыуҙар, Днепр Һәм текә яр күренһен, Ташҡын йылғаларҙың нисек Үкереүе ишетелһен. Украинанан күк диңгеҙгә Китһә ағыҙып алып Дошман ҡанын. Бөтәһен дә — Баҫыу, тауҙы ҡалдырып, Шул ваҡытта осармын Мин үҙенә алланың Ялбарырға, ә уғаса Мин белмәнем алланы. Күмегеҙ ҙә күтәрелегеҙ, Ватығыҙ бығауҙарҙы, Дошмандың яуыз ҡаны менән Бөркөгөҙ азатлыҡты. Һәм мине бөйөк, ирекле Яңы семьялы көндәрҙә, Яман түгел, тын һүҙ менән Онотмағыҙ хәтерләргә. |